# Episodi di Doppia sentenza (serie televisiva 1966) (quinta stagione)
La quinta stagione della serie televisiva Doppia sentenza è stata trasmessa in anteprima nel Regno Unito dalla BBC One tra l'11 settembre 1969 e il 13 novembre 1969.
| nº | Titolo originale           | Titolo italiano | Prima TV UK       | Prima TV Italia |
| -- | -------------------------- | --------------- | ----------------- | --------------- |
| 1  | Recovery                   |                 | 11 settembre 1969 |                 |
| 2  | Flash Point                |                 | 18 settembre 1969 |                 |
| 3  | In at the Death            |                 | 25 settembre 1969 |                 |
| 4  | Error of Judgement         |                 | 2 ottobre 1969    |                 |
| 5  | Dead Aboard                |                 | 9 ottobre 1969    |                 |
| 6  | One Thing Leads to Another |                 | 16 ottobre 1969   |                 |
| 7  | General Post               |                 | 23 ottobre 1969   |                 |
| 8  | Wild Goose                 |                 | 30 ottobre 1969   |                 |
| 9  | We Shall Miss You          |                 | 6 novembre 1969   |                 |
| 10 | Write Off                  |                 | 13 novembre 1969  |                 |